# The Little Hobo
The Little Hobo è un cortometraggio muto del 1914 diretto da Oscar Eagle. Prodotto dalla Selig, il film aveva come interpreti Leila Frost, Harold Vosburg, Ralph Delmore.

## Produzione
Il film fu prodotto dalla Selig Polyscope Company.

## Distribuzione
Distribuito dalla General Film Company, il film - un cortometraggio in una bobina - uscì nelle sale cinematografiche statunitensi il 4 luglio 1914.